# 張齊賢 (唐朝)
张齐贤（?—?），唐朝陕州陕县人。圣历初年，为太常奉礼郎。
武则天下诏百官议论每月初一在明堂行告朔礼，讲时令，布政事，京官九品以上、四方朝集使都列于廷上。太常博士辟闾仁谞认为告朔、月祭应该罢黜，以应古礼。张齐贤对他表示反驳，认为礼不可罢。凤阁侍郎王方庆、成均博士吴杨吾附和张齐贤，认为秦朝灭学术，告朔废，现在用四孟月、季夏，至明堂告五时帝堂上。几年后，告朔礼也废除。
张齐贤转任太常博士。当时东都置太社，礼部尚书祝钦明问礼官博士，周朝田神神主用木，现在田神神主用石是什么原因。张齐贤与太常少卿韦叔夏、国子司业郭山惲、尹知章认为社稷神主用石，周朝田主用木，是民间之社神，不是非太社。社主应该长五尺，方二尺。以四方之色装饰社稷坛四面及丹陛，而用黄土全覆盖上。祭牲用太牢。其后改先农为帝社，又立帝稷坛于西，都是张齐贤等人参定。
唐中宗即位，因武则天东都庙改为唐庙，商议置满七室，以凉武昭王为始祖。张齐贤上议反对，认为天子七庙，尊始封君为太祖，百代不迁。商朝自玄王至汤，周朝自后稷至武王，都是出于太祖之后。景皇帝始封唐国，实为太祖。如果上引武昭王为始祖，将不同于殷、周以卨、稷为本。唐朝如同卨、稷的，是景皇帝李虎。凉武昭王国不世传，后嗣失守。景帝实始封唐，子孙相承。曹魏不祖曹参，晋朝不祖司马卬，刘宋不祖楚元王，萧齐、萧梁不祖萧何，南陈不祖胡公满、隋朝不祖杨震。汉朝因为周朝郊祭后稷，想要郊祭尧，杜林以为周朝兴自后稷，汉朝兴起，功不由尧，于是不郊祭尧。博士刘承庆、尹知章，认为大帝神主既祔，宣皇帝当迁出。宣皇帝非始祖，又无庙号，亲尽而迁，太庙仍为六室。诏宰相详裁。于是祝钦明等上言：“博士等三百人为两说：张齐贤等不祖武昭王，刘承庆等请迁宣皇帝。臣等认为皆可。”唐中宗同意。之后，以孝敬皇帝为义宗，列于庙为七室。西京太庙也是这样。
酌献登歌用《肃和》中吕均之太簇羽，太子洗马、昭文馆学士张齐贤撰写歌词：“稞圭既濯，郁鬯既陈。画幂云举，黄流玉醇。仪充献酌，礼盛众禋。地察惟孝，愉焉飨亲。”张齐贤官至谏议大夫，去世。著有《孝和中兴故事》三卷。